# Première circonscription de Péronne (IIIe République)
La première circonscription de Péronne était, sous la Troisième République, une circonscription législative française de la Somme.

## Description géographique et démographique

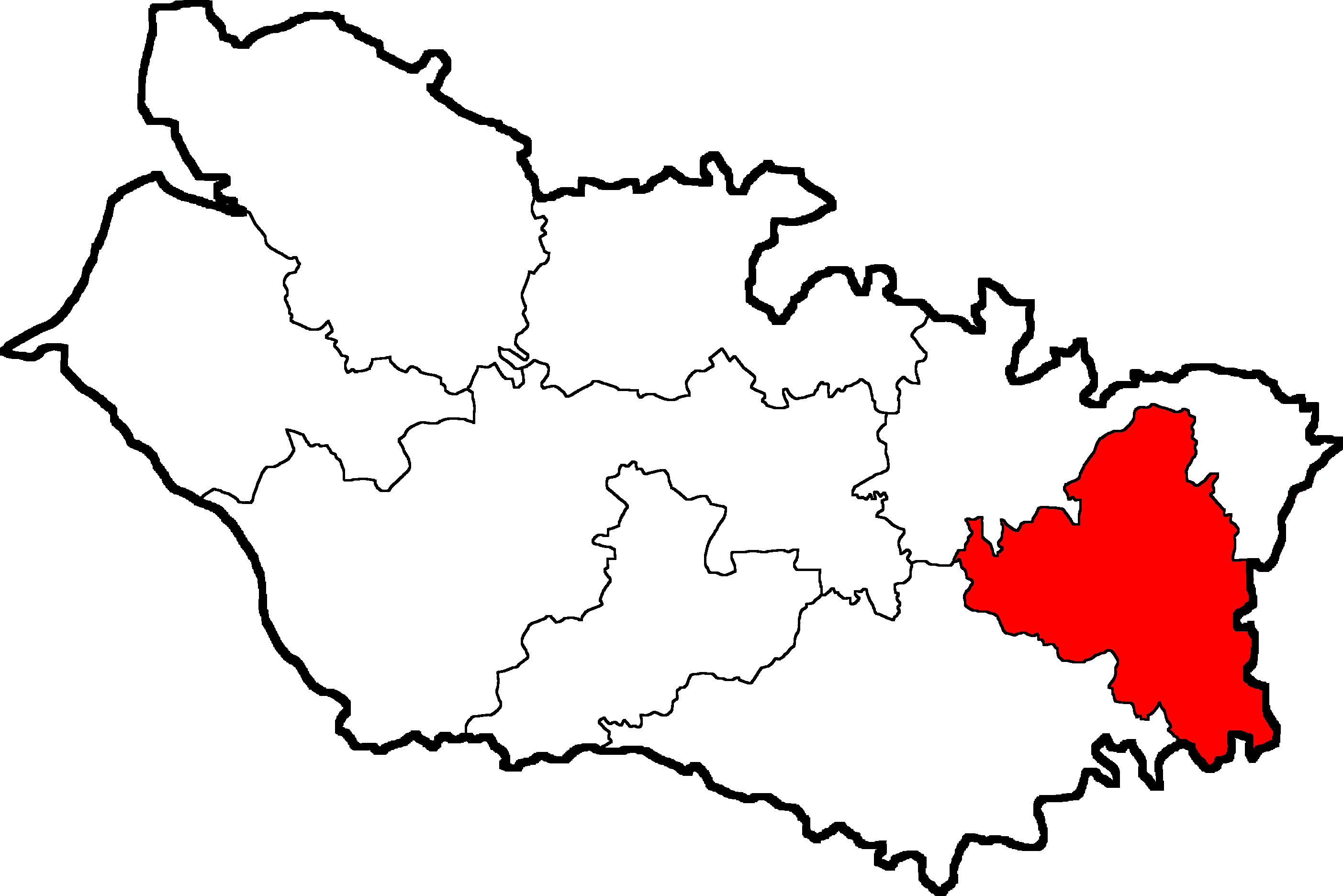
Circonscription en 1876.

Elle fut créée avec loi organique du 30 novembre 1875 pour l'élection législative de 1876 et sera active de 1876 à 1902.
Elle est délimitée par les cantons sud de l'arrondissement de Péronne :
- Canton de Chaulnes
- Canton de Ham
- Canton de Nesle
- Canton de Péronne

Lors du redécoupage de 1902, les deux circonscriptions de l'arrondissement de Péronne fusionnent pour créer la circonscription de Péronne.

## Historique des députations

### 1876 - 1885
| Législature      | Début           | Fin             | Député            | Parti / Idéologie | Parti / Idéologie   | Observation                                                                                   |
| ---------------- | --------------- | --------------- | ----------------- | ----------------- | ------------------- | --------------------------------------------------------------------------------------------- |
| Ire législature  | 8 mars 1876     | 25 juin 1877    | Charles Mollien   |                   | Gauche républicaine | Mandat écourté à la suite d'une dissolution parlementaire décidée par le président Mac Mahon. |
| IIe législature  | 7 novembre 1877 | 17 janvier 1879 | Charles Mollien   |                   | Gauche républicaine | Décédé en cours de mandat                                                                     |
| IIe législature  | 6 avril 1879    | 27 octobre 1881 | Louis-Marie Cadot |                   | Gauche républicaine | Élu à la suite d'une élection partielle le 6 avril 1879                                       |
| IIIe législature | 28 octobre 1881 | 8 novembre 1885 | Achille Bernot    |                   | Gauche républicaine |                                                                                               |

Les députés de la IVe législature (1885-1889) ont été élus au scrutin de liste majoritaire départementales. 

### 1889 - 1902
| Législature      | Début            | Fin             | Député          | Parti / Idéologie | Parti / Idéologie          | Observation |
| ---------------- | ---------------- | --------------- | --------------- | ----------------- | -------------------------- | ----------- |
| Ve législature   | 12 novembre 1889 | 14 octobre 1893 | Gontran Gonnet  |                   | Républicains opportunistes |             |
| VIe législature  | 15 octobre 1893  | 31 mai 1898     | Gustave Trannoy |                   | Républicains progressistes |             |
| VIIe législature | 1er juin 1898    | 31 mai 1902     | Gustave Trannoy |                   | Modérés                    |             |

## Historique des élections
Voici la liste des résultats des élections législatives dans la circonscription de 1876 à 1902 : 